# Landhaus Heinrich Mehlig
Das Landhaus Heinrich Mehlig liegt im Stadtteil Oberlößnitz der sächsischen Stadt Radebeul, im Augustusweg 77. Es wurde 1902 durch den Zimmerer Heinrich Mehlig nach einem Entwurf des Architekten und Bauleiters Oskar Menzel errichtet.

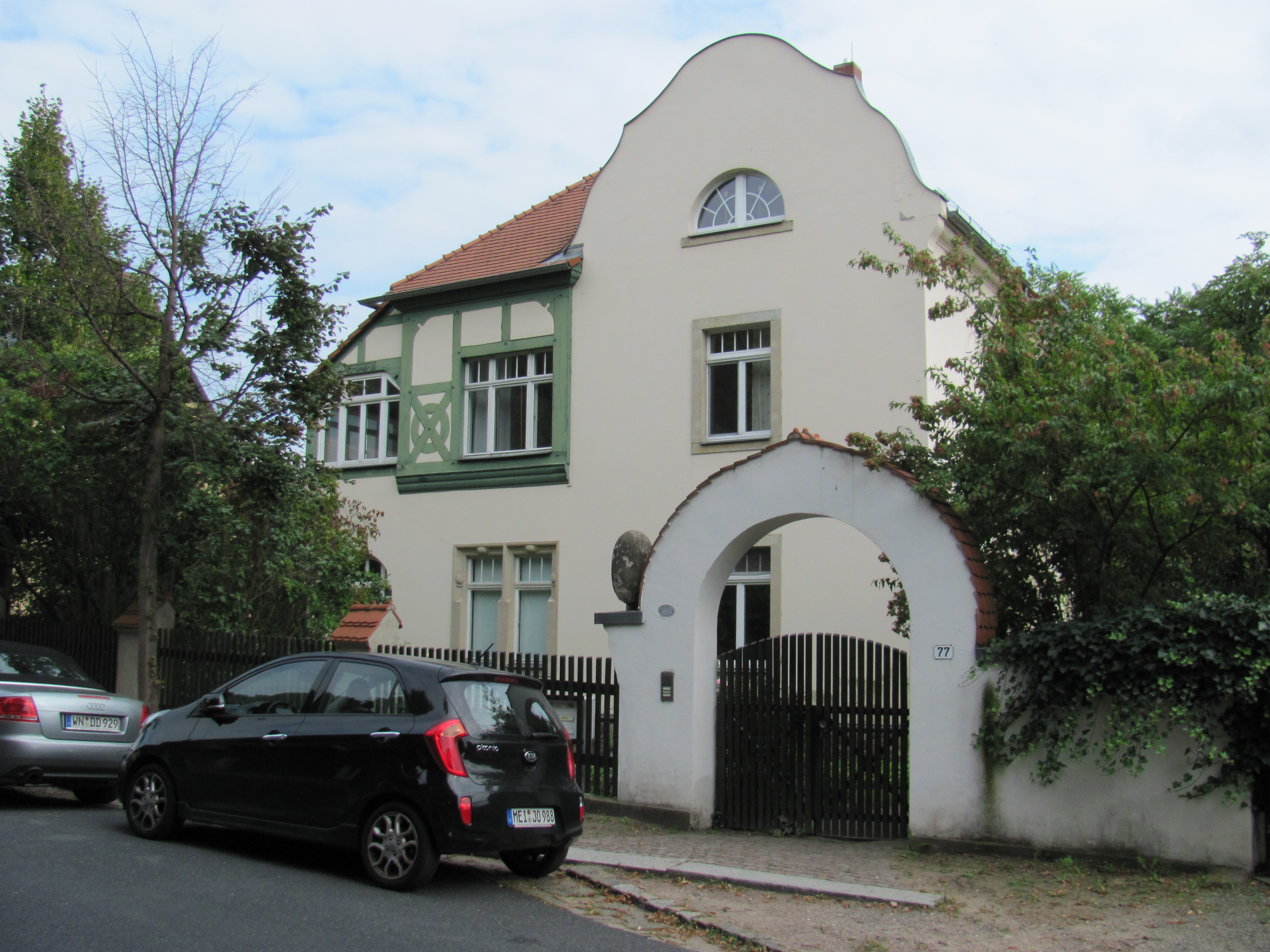
Landhaus Heinrich Mehlig

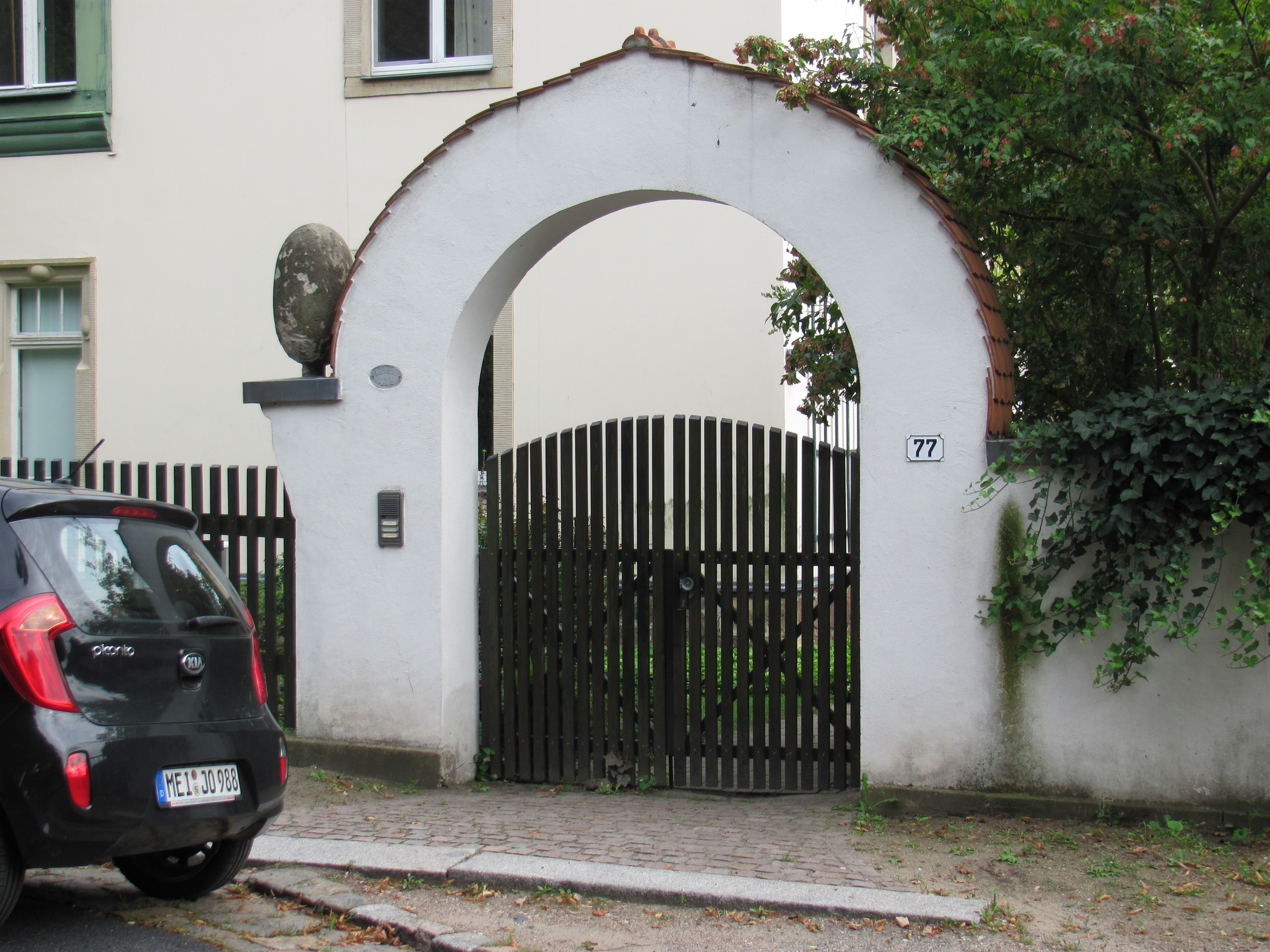
Details der Toranlage

## Beschreibung
Das „malerisch angelegte“, zweigeschossige Landhaus steht mitsamt Einfriedung und Toranlage unter Denkmalschutz. Der auf einem Bruchsteinsockel stehende Putzbau hat ein unregelmäßiges, abgewalmtes Ziegeldach. In der Hauptansicht befindet sich rechts vor dem Dach ein geschwungener Giebel.
Die unterschiedlich geformten Fenster des Wohnhauses werden von Sandstein eingefasst. Das Obergeschoss der linken Haushälfte wird von Fachwerk im Stil der deutschen Architektur um 1500 geschmückt. An einer Fachwerkschwelle findet sich die Datierung 1902 nebst den Initialen HM.
Die Einfriedung ist ein grüner Holzzaun zwischen Pfeilern mit einer Ziegeldeckung in Form eines Satteldaches. Das gemauerte und verputzte Eingangstor ist rundbogig, darin ein zweiflügliges und segmentbogiges Lattentor. Dieses wurde wie der Zaun nach 1995 erneuert. Außen ist der Torbogen mit roten Biberschwanzziegeln wie die Zaunpfeiler gedeckt, einschließlich entsprechender Firstziegel. Während sich rechts des Torbogens eine schlichte Putzmauer mit Sandsteinplatten-Abdeckung anschließt, kommt auf der linken Seite eine Konsole hervor, auf der sich ein Sandstein-Ellipsoid befindet.